# لوري فيشر
لوري فيشر (بالألمانية: Lore Fischer)‏ هي مغنية ألمانية، ولدت في 27 مايو 1911 في شتوتغارت في ألمانيا، وتوفيت في 16 أكتوبر 1991 في ميونخ في ألمانيا.